# Bokushi Nakamura
Bokushi Nakamura (中村 木子, Nakamura Bokushi) est un peintre abstrait lyrique japonais du XXe siècle, né en 1916 à Sado et mort en 1973.
Il est l'un des fondateurs du collectif de calligraphes japonais contemporains Bokujinkai.

## Biographie
Nakamura Bokushi compte parmi les artistes qui, par un juste retour des choses, font déboucher la calligraphie traditionnelle japonaise sur l'abstraction gestuelle, en participant notamment à la création du collectif de calligraphes japonais contemporains Bokujinkai.
Il participe à de nombreuses expositions collectives de calligraphes modernes, au Japon et au musée d'Art moderne de New York en 1954, au musée Cernuschi à Paris en 1956, (etc.).